# 로산나 프라텔로

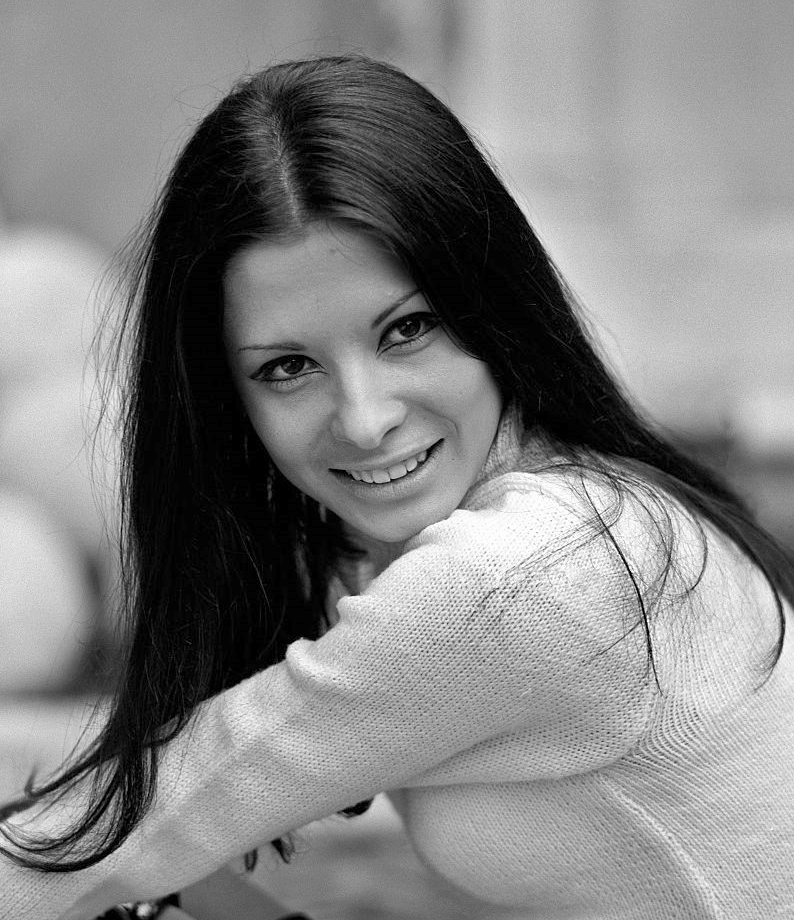
1970년

로산나 프라텔로(Rosanna Fratello, 1951년 3월 26일 ~ )는 이탈리아의 가수이자 여배우이다.
이탈리아 프리에 출생이다. 1969년 산 레모 음악제에 참가 예정이던 안나 이덴티치가 자살 미수사건을 일으켜 참가하지 못하자 대신 무명의 신인이었던 그녀가 참가하여 <기차>를 불러 주목을 받았다. 같은 해 베네치아 음악제에서 <성녀의 탄식>으로 은콘드라상을 받고 크게 히트했다. 아름다운 용모로 <사형대의 엘리베이트>에 주연으로 발탁되기도 했다. 1970년 여름 <장미와 양초>, 1972년 <여심(女心)> 등의 히트곡이 있다.